# پیترو بمبو
پیترو بمبو (به ایتالیایی: Pietro Bembo) (زادهٔ ۱۴۷۰، ونیز - درگذشتهٔ ۱۵۴۷، رم) شاعر، دانش‌پژوه و کاردینال ایتالیایی بود.

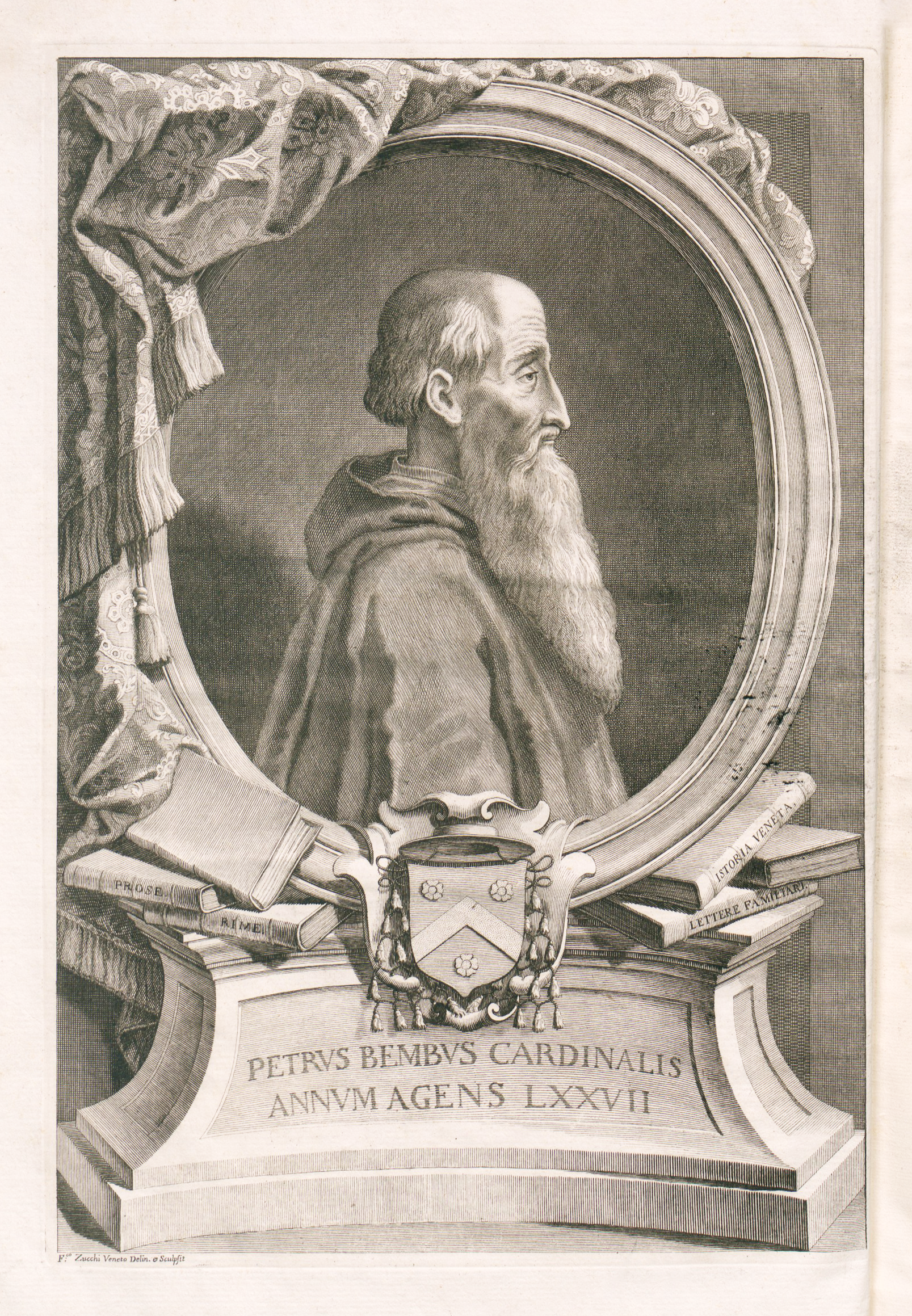
Pietro Bembo, Historia Veneta, 1729

بمبو در ۱۵۲۵ رساله‌ای دربارهٔ نثر ایتالیایی نوشت و نقش مؤثری در توسعهٔ زبان و دستور زبان ایتالیایی داشت. او در ۱۵۳۹ توسط پاپ پل سوم به مقام کاردینالی در کلیسای کاتولیک رم منصوب شد.
طرح حروف بمبو برگرفته از نام او می‌باشد.